# Palace of Westminster
I Palace of Westminster (Houses of Parliament eller Westminster Palace) i London i England mødes de to kamre i Det britiske parlament som lovgivende forsamling: de to Huse: Overhuset (engelsk: House of Lords) og Underhuset (engelsk: House of Commons). Slottet ligger på nordsiden af Themsen i  City of Westminster tæt på regeringsbygningerne i Whitehall.
Den ældste bevarede del af slottet, Westminster Hall, er fra 1097. Slottet var oprindeligt residens, men der har ikke boet monarker siden 1500-tallet. De fleste nuværende bygninger er fra 1800-tallet, da slottet blev genopbygget efter en brand i 1834, der næsten ødelagde alt. Ansvarlig arkitekt ved genopbygningen var sir Charles Barry med hjælp af Augustus Welby Pugin. Bygningen er et eksempel på nygotik. En af slottets mest berømte bygninger er klokketårnet, en turistattraktion, som indeholder Big Ben. Big Ben bliver ofte brugt om uret selv, som er en del af St. Stephen's Tower, der i 2012 blev omdøbt til Elizabeths Tower i anledning af dronning Elizabeth 2.s diamantjubilæum.
Slottet har over 1000 sale. De to vigtigste er Overhuset og Underhuset. Slottet indeholder også mødesale, biblioteker, opholdsrum, spisesale og barer. Det er stedet, hvor der afholdes store statsceremonier som åbningen af Parlamentet. Slottet er tæt knyttet til de to kamre, som ofte bare bliver omtalt som "Westminster" forstået som "Parlamentet". Parlamentets bygninger er spredt rundt i de omkringliggende bygninger som  Portcullis House og Norman Shaw Buildings.